# بیلز میلز (ویرجینیای غربی)
بیلز میلز (به انگلیسی: Bealls Mills) یک منطقهٔ مسکونی در ایالات متحده آمریکا است که در شهرستان لویس، ویرجینیای غربی واقع شده‌است. بیلز میلز ۲۶۳٫۰۵ متر بالاتر از سطح دریا واقع شده‌است.